# Malu de Martino
Malu de Martino (ou Malu di Martino), nome artístico de Maria Lúcia Toledo de Martino (Rio de Janeiro, 1960) é uma diretora de cinema brasileira. 
É formada em Comunicação Social pela Faculdades Integradas Hélio Alonso. Seu primeiro longa-metragem foi Mulheres do Brasil, onde também é autora do episódio Telma, sobre uma porta-bandeira de escola de samba no Rio de Janeiro, estrelado por Roberta Rodrigues.
Entre 1983 e 1984 esteve nos Estados Unidos estudando cinema e vídeo, período em que dirigiu seu primeiro trabalho, o vídeo New York, Nova York, que focaliza os brasileiros que moravam em Nova York há mais de 10 anos. De volta ao Brasil, enveredou pelo trabalho documental, realizando vários trabalhos para a televisão – vídeos culturais, institucionais e documentários. As artes plásticas são um dos focos de seus trabalhos e, nessa área, dirigiu vídeos sobre a Geração 80, Flávio de Carvalho, Di Cavalcanti e Tomie Otake.

## Filmografia[4][5]
- 2001 - Ismael & Adalgisa - média-metragem sobre o pintor Ismael Nery e a escritora Adalgisa Nery; com Christiane Torloni e Murilo Rosa
- 2006 - Mulheres do Brasil - longa-metragem com Camila Pitanga, Dira Paes, Roberta Rodrigues, Carla Daniel, Deborah Evelyn e Bete Coelho
- 2010 - Como Esquecer - longa-metragem baseado no romance Como esquecer: anotações quase inglesas, de Myriam Campello
- 2012 - Margaret Mee e a Flor da Lua - documentário sobre a vida e a obra da ilustradora botânica Margaret Mee[6]

## Premiações[7]
Como esquecer
- Prêmio de melhor filme pelo júri oficial e pelo júri popular, e prêmio de melhor atriz (Ana Paula Arósio) no Festival de Cinema de Natal (RN)
- Prêmio de melhor atriz (Ana Paula Arósio) no Festival Nacional de Cinema de Petrópolis (RJ)
- Prêmio de melhor atriz (Ana Paula Arósio) conferido pela Associação Paulista de Críticos de Arte (APCA), São Paulo, SP

Mulheres do Brasil
- Prêmio especial do júri no Festival Internacional de Cinema do Funchal, Ilha da Madeira (Portugal)
- Prêmio especial do júri e prêmio de melhor som no 10th Brazilian Film Festival of Miami, Florida (EUA)
- Prêmio de melhor filme de longa metragem no Festival de Cinema de Campo Grande (MS)

Sexualidades
(documentário de 30 minutos apresentado por Giulia Gam)
- Prêmio de melhor filme pelo júri popular no Festival de Cinema e Vídeo de Cuiabá, (MT)

Ismael & Adalgisa
- Prêmio de melhor filme de média metragem pela crítica e pelo júri popular no Festival de Cinema e Vídeo de Cuiabá, MT
- Prêmio de melhor fotografia no Festival de Cinema de Recife, (PE)
- Prêmio de melhor direção de arte no Festival de Cinema de Vitória, (ES)

Olerê Camará
(vídeo musical com a cantora Alcione exibido na MTV internacional)
- Finalista na categoria Melhor Vídeo Musical Hispano, em concurso realizado pela revista Production.

Envelheço na cidade
(videoclipe do grupo IRA)
- Prêmio de melhor vídeoclipe conferido pela crítica da revista Bizz